# Chrestosema
Chrestosema is een geslacht van vliesvleugelige insecten van de familie Figitidae.

## Soorten
- C. antennale Kieffer, 1904
- C. erythropum Forster, 1869
- C. laevicolle Hellen, 1960
- C. laeviusculum Hedicke, 1913